# Euryestola morotinga
Euryestola morotinga là một loài bọ cánh cứng trong họ Cerambycidae.